# Benkovec
Benkovec is een plaats in de gemeente Bednja in de Kroatische provincie Varaždin. De plaats telt 303 inwoners (2001).